# Сухово (Болгария)
Сухово (болг. Сухово) — село в Болгарии. Находится в Кырджалийской области, входит в общину Ардино. Население составляет 109 человек.

## Политическая ситуация
В местном кметстве Сухово, в состав которого входит Сухово, должность кмета (старосты) исполняет Фикрет Байрам Байрам (Движение за права и свободы (ДПС)) по результатам выборов правления кметства.
Кмет (мэр) общины Ардино — Ресми Мехмед Мурад (Движение за права и свободы (ДПС)) по результатам выборов в правление общины.